# Duivenklok

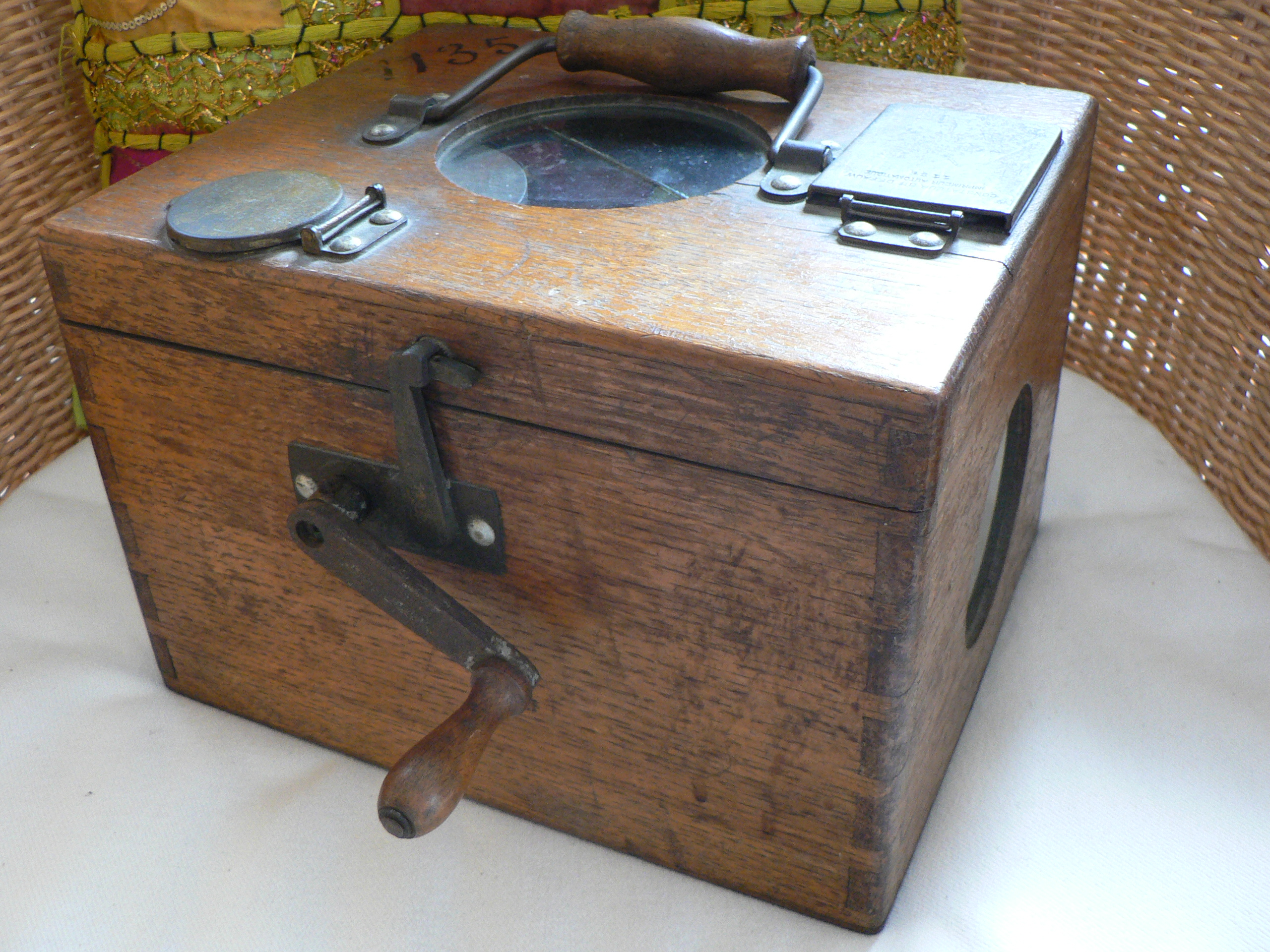
Een oude duivenklok met een analoog uurwerk

Een duivenklok of constateur is een klok die gebruikt wordt tijdens wedstrijden in de duivensport. De klok geeft de tijden aan waarop de postduiven zijn vertrokken en weer zijn aangekomen.
In België is men in 1818 begonnen met het in wedstrijdverband vliegen met postduiven, Nederland volgde in 1840. Het zal duidelijk zijn dat in die tijd de sport er anders uitzag dan nu. Doordat er nog geen vervoersmogelijkheden waren gingen lopers op pad met een paar duiven op de rug. Als deze lopers –soms wel na een paar weken- aankwamen op de plaats van bestemming werden de duiven daar losgelaten en vlogen deze terug naar huis.
Voetringen of andere vormen van Identificatie bestonden ook nog niet in die tijd en er was dus maar een manier om aan te tonen dat de duif ook werkelijk was aangekomen. Men ging met de duif naar het lokaal. Hier aangekomen werden de duiven in kooitjes gezet en was het duidelijk zichtbaar hoe de prijsverdeling eruitzag. De duif in het eerste kooitje was eerste de duif, in het tweede kooitje tweede enz.
In het begin was dat geen probleem omdat er maar weinig duiven onderweg waren en het kon soms wel dagen duren tot de volgende duif arriveerde. De duivensport nam echter snel in omvang toe en men moest naar een betere manier van registratie.
In eerste instantie werd er een gewone klok naast de kooitjes gezet en werd genoteerd wanneer een bepaalde duif binnenkwam. Nu kon men ook verrekenen dat de ene liefhebber verder weg woonde dan de andere. Het bleef echter mensenwerk en zeer waarschijnlijk werd er ook in die tijd –al of niet opzettelijk- al weleens een verkeerde tijd genoteerd. Ook was het een probleem dat men nooit zeker wist dat de duif in het kooitje ook de duif was die onderweg was geweest.
Zo rond 1880 kwam er eindelijk een vorm van identificatie voor de duiven: het vleugelmerk. Nu werd het eindelijk mogelijk om een duif te herkennen. Het is waarschijnlijk in deze periode dat men begonnen is met het maken van de eerste constateurs. De eerste constateur werd naar alle waarschijnlijkheid ontworpen en gemaakt door Van den Bossche uit Oudenaarde (België). Dit was een klok met een uurwerk en een papierband. In de gesloten klok was een uitsparing van circa 1 bij 2 centimeter gemaakt waar de rol onderdoor liep. Op het moment dat de liefhebber met zijn duif in het lokaal kwam werd het vleugelmerk op het nog zichtbare stuk papier geschreven en werd er geconstateerd.  De afdruk werd gemaakt door naaldjes in de vorm van een uurwerk. Omdat alleen wat gaatjes in een leeg stuk papier natuurlijk niet veel zeggen werden er bij deze klokken mallen geleverd om de tijd later zo nauwkeurig mogelijk om te zetten in een leesbare tijd.
Dit was ook de tijd waarin meerdere horlogemakers begonnen met het vervaardigen van duivenklokken. Een bekende klok uit die tijd is de Remy. Het afdrukprincipe (naaldafdruk) was gelijk aan die van Van Den Bossche alleen zat in deze klok geen doorlopende papierband maar losse kaartjes met daarop een tijdsverdeling waardoor de mallen overbodig waren. Een ander voordeel van dit systeem was dat op elk kaartje de tijd en het vleugelmerk stonden zodat niet meer de fout kon worden gemaakt dat het verkeerde vleugelmerk bij de verkeerde tijd kwam.
Met de komst van de gummiring in 1891 brak er weer een nieuw tijdstip voor de duivenklok aan want men hoefde niet meer met de duif naar het lokaal, maar slechts met een kleine gummiring. Het aantal leveranciers van deze klokken werd nu snel groter. Een bekende klok uit die tijd is de Toulet. Een duidelijke wijziging ten opzichte van voorgaande klokken was de aanwezigheid van een ringtrommel en nieuwe vormen van tijdsafdruk. Oude klokken zoals de Van Den Bossche en de Remy werden aangepast aan de nieuwe vorm van constateren en er werd in de klok een ringtrommel aangebracht, maar het afdrukmechaniek werd uiteraard niet gewijzigd, dat zou hetzelfde betekenen als een nieuwe klok ontwikkelen. Toulet (21 constateringen) en ook Gerard (20 constateringen) deden dat wel en maakten gebruik van ronde schijven voorzien van een tijdsverdeling.
De Gerard was nauwkeuriger dan de Toulet want deze had 3 schijven (uren, minuten en seconde) terwijl de Toulet alleen uren en minuten aangaf. Een groot voordeel van de Toulet was echter dat de ringen in het vak gegooid werden en geconstateerd. Bij Gerard had men pinnen aangebracht waar de ring nauwkeurig overheen geschoven moest worden wat natuurlijk weleens fout ging. Gerard is toen snel overgegaan op hetzelfde systeem als Toulet en werd in die tijd ook een zeer populaire klok. Evenals de Habicht (20 constateringen).
Aangezien de duivensport echter steeds populairder werd waren er steeds meer constateurs nodig. Werd er met 200 duiven gevlogen dan had men al snel 10 constateurs nodig, wat uiteraard een grote kostenpost was.
Met die kennis in het achterhoofd bracht de firma Benzing uit het Duitse Schwenningen am Neckar in 1897 zijn eerste duivenklok uit. Voorheen had deze firma al ervaring opgedaan met prikklokken en nachtwakersklokken en die ervaring werd verwerkt in de duivenklok. Om te beginnen had deze klok 50 constateringen, waardoor per club minder constateurs aangeschaft hoefden te worden, maar ook het systeem van afdruk was anders.
Voor het eerst werd er een afdruk op een papierband gestempeld door middel van een inktlint. Een goed leesbare afdruk was het gevolg. In dezelfde periode kwam in hetzelfde Schwenningen de firma Schlenker Grusen met een duivenklok uit. De afdruk werd bij deze klok ook gestempeld, maar de wijze van constateren was toch geheel anders dan bij alle andere klokken. De klok had geen ringtrommel, maar in plaats daarvan werd in de klok werd een kaartje gezet, met daarop de gummiring. Op het moment dat de kaart gestempeld was viel deze in de klok met als gevolg dat er in een klok circa 120 duiven geconstateerd konden worden.
In tegenstelling tot de klokken met veel constateringen in Europa begint men in Amerika rond 1898 met de productie van “two bird timers” Dit zijn klokken waar slechts 2 duiven in geconstateerd kunnen worden en waar ook de manier van constateren anders is. De klokken worden stil gezet op 12.00 uur en als er een duif geconstateerd wordt begint de klok te lopen.
Aan de hand van het tijdsverschil met de moederklok werd dan de aankomsttijd vastgesteld. De eerste Amerikaanse klok was de Halstead en werd door de liefhebbers thuis gebruikt.
Rond 1900 beginnen, door toegenomen welvaart, ook in Europa de klokken te veranderen. Steeds meer liefhebbers kopen zelf een klok en constateren de duiven thuis. Een gevolg hiervan is dat de klokken minder constateringen krijgen en een ander gevolg is dat de klokken meer beveiligingen krijgen. Toen de klokken nog in het lokaal stonden was de beveiliging van minder groot belang omdat er altijd een paar man omheen stonden. Thuis had men echter alle vrijheid om met de klokken inventief bezig te zijn, en dat gebeurde dan ook.
Als ik als voorbeeld de Benzing met 40 constateringen (1902) neem, dan is daaraan duidelijk te zien wat er in die tijd gebeurde. 2 jaar nadat de Benzing met 40 constateringen –voor de vereniging- op de markt kwam werd deze gevolgd door de benzing met 20 constateringen – voor de liefhebber thuis-. De uitvoering met 40 constateringen had vrijwel geen veiligheidsvoorzieningen (alleen het verzegelen van de klok was mogelijk). De uitvoering met 20 constateringen had naast het verzegelen nog een extra veiligheidsvoorziening en dat was dat de klok met een speciaal sleuteltje geopend diende te worden. Ter decoratie was op de zijkant van deze klok een messing plaat aangebracht met daarin de inscriptie Benzing Stobbe.
De kast was echter snel geopend zonder sleutel en achter de messing plaat kon ongezien een opening aangebracht worden om in de klok te komen. Het resultaat was dat de plaat verwijderd werd en de klok werd voorzien van een prik. Dit voorbeeld was de Benzing, maar zo ging het in die tijd met zeer veel klokken.
Met deze kennis kwam Plasschaert in 1905 met een klok op de markt die geheel uit dit oogpunt ontworpen was. Werd de klok geopend dan werd er niet alleen een prikgat in de band aangebracht, maar werd de gehele papierband afgesneden. Drastisch, maar effectief.
Vanaf 1910 zijn er eigenlijk geen experimenten meer met de klokken en er blijven 2 soorten over: de prikkers en de drukkers. Naast wat veiligheidswijzigingen zoals de dolometer om aan te tonen dat er geschud is met de klok of de veiligheidsdriehoekjes van Benzing om aan te tonen dat er met de wijzers is gedraaid verandert er eigenlijk weinig.
In 1972 komt er dan echter een Engelsman, Edward Wikinson, met de Racemaster. Bij deze klok werd de tijd niet in uren, minuten en seconden weergegeven, maar alleen de seconden. Als op de afdruk bijvoorbeeld 46803 s stond betekende dat dat er 46803 seconde na de aanslag geconstateerd was. Stel dat de klok om 20.00 uur aangeslagen was, dan was de aankomsttijd 09.00.03. Het mag duidelijk zijn dat dit nooit echt populair is geworden.
De Racemaster was wel de eerste klok die werd aangedreven door een batterij. Dit kwam weliswaar niet de zuiverheid van het uurwerk ten goede want de batterij zorgde er alleen voor dat de veer van het mechanische uurwerk opgewonden bleef. De eerste klok die beduidend beter liep dan alle andere klokken was de Benzing Quarts uit 1976. Dit uurwerk had geen echappement maar werd volledig door een kwartsuurwerk aangedreven.
De volgende ontwikkeling was de computerklok waar Junior in 1982 mee op de markt kwam.Dit was de eerste klok die een printer nodig had om de tijden af te drukken en die rechtstreeks op de computer ingelezen kon worden waarmee het maken van een uitslag aanzienlijk werd versneld.
Naast Junior hebben Benzing (1987) en STB (1988) ook nog een computerklok gemaakt, maar het was gedaan met klokken waar een gummiring in moest toen in 1992 Tipes op de markt kwam met het elektronisch constateren.
Er werd geen gebruik meer gemaakt van een gummiring, maar van een chipring, een ring voorzien van een chip. Op het moment dat de duif de antenne nadert, is deze geconstateerd.
Er bestaan vele soorten constateurs, de ene al wat mooier afgewerkt dan de andere. Veel voorkomende modellen zijn bijvoorbeeld "La Lédoise", "Toulet" en "Benzing".

## Afbeeldingen

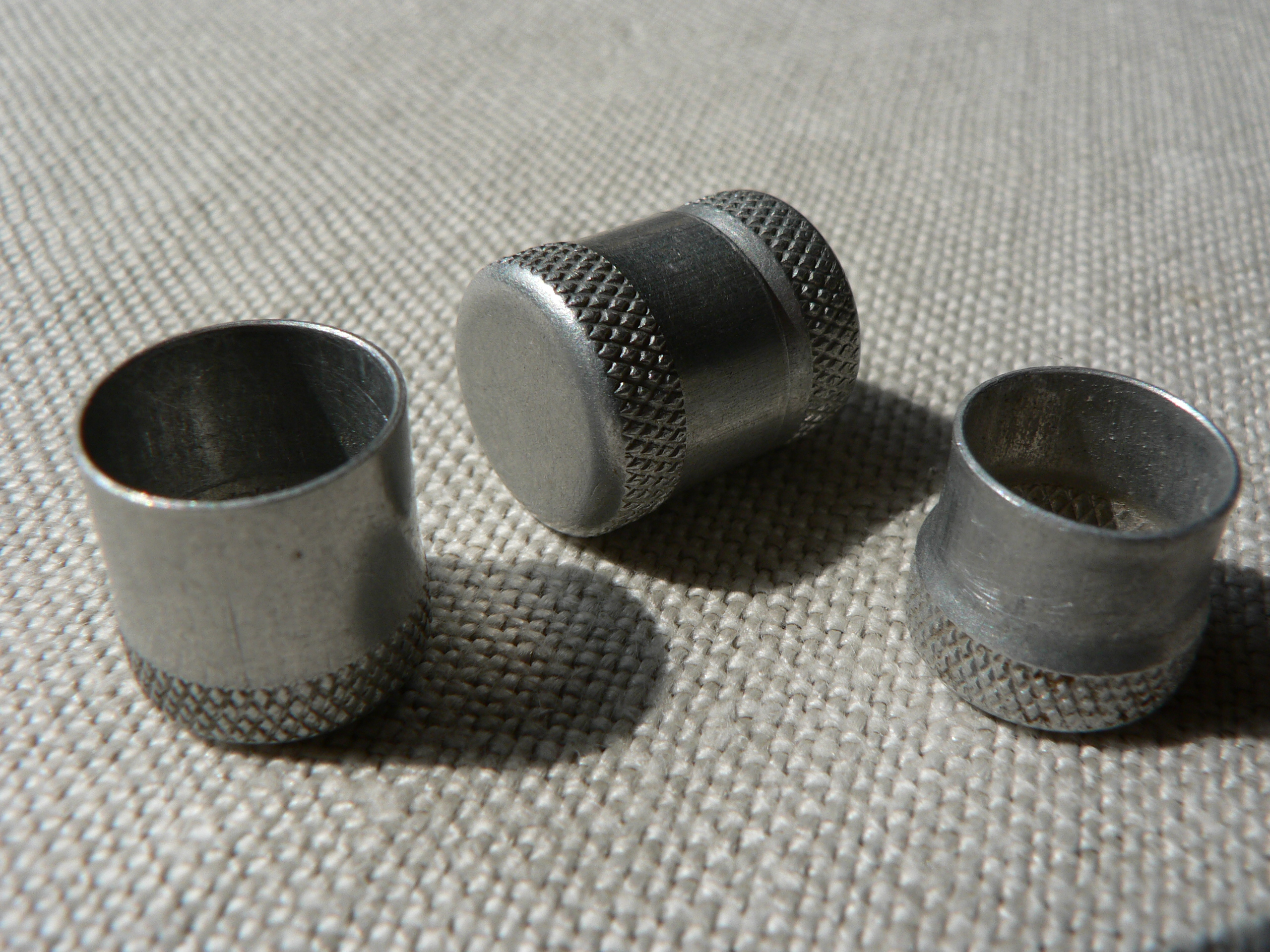
Oude duivenringpotjes.
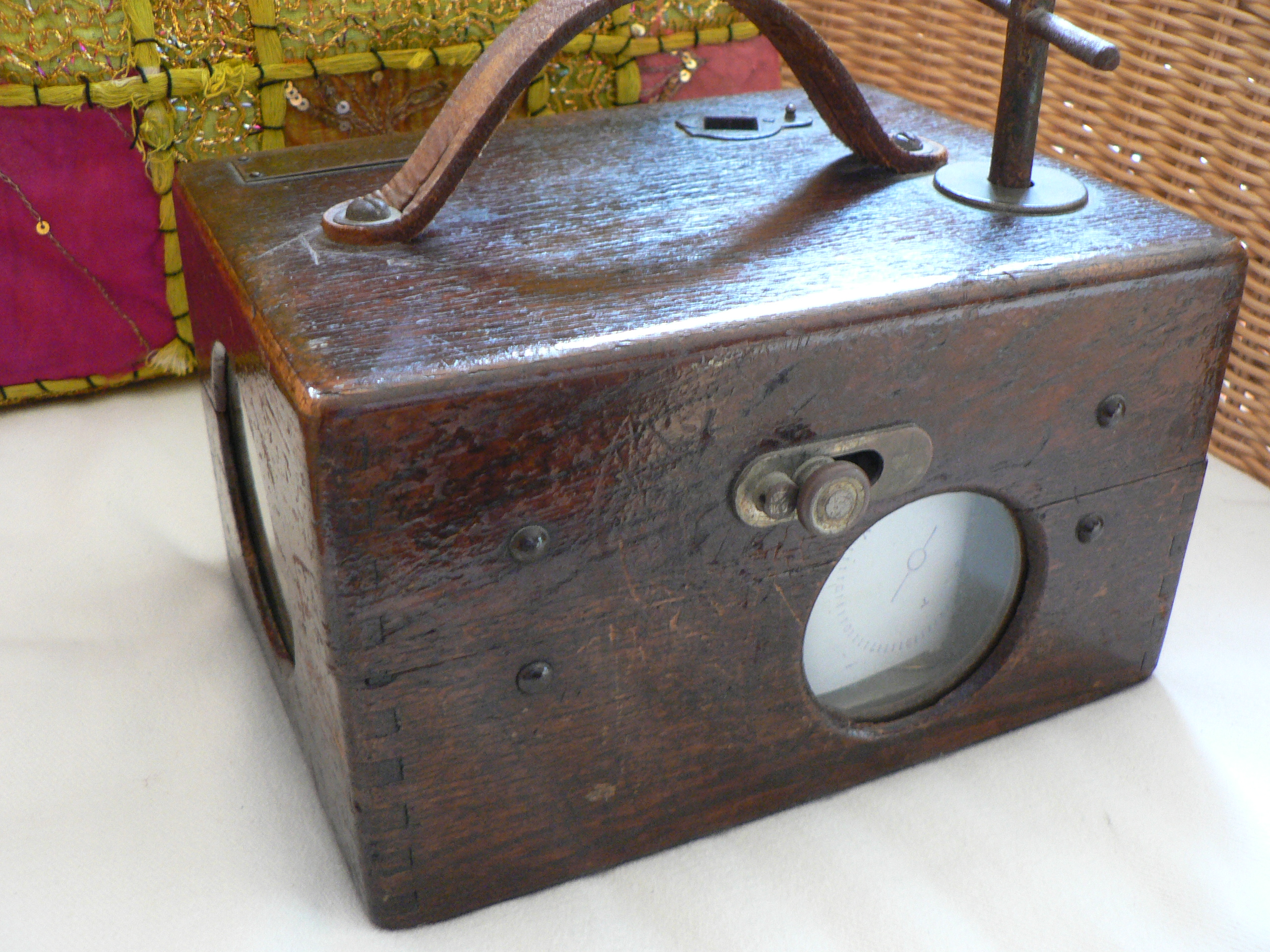
Duivenklok Benzing, model 1914.
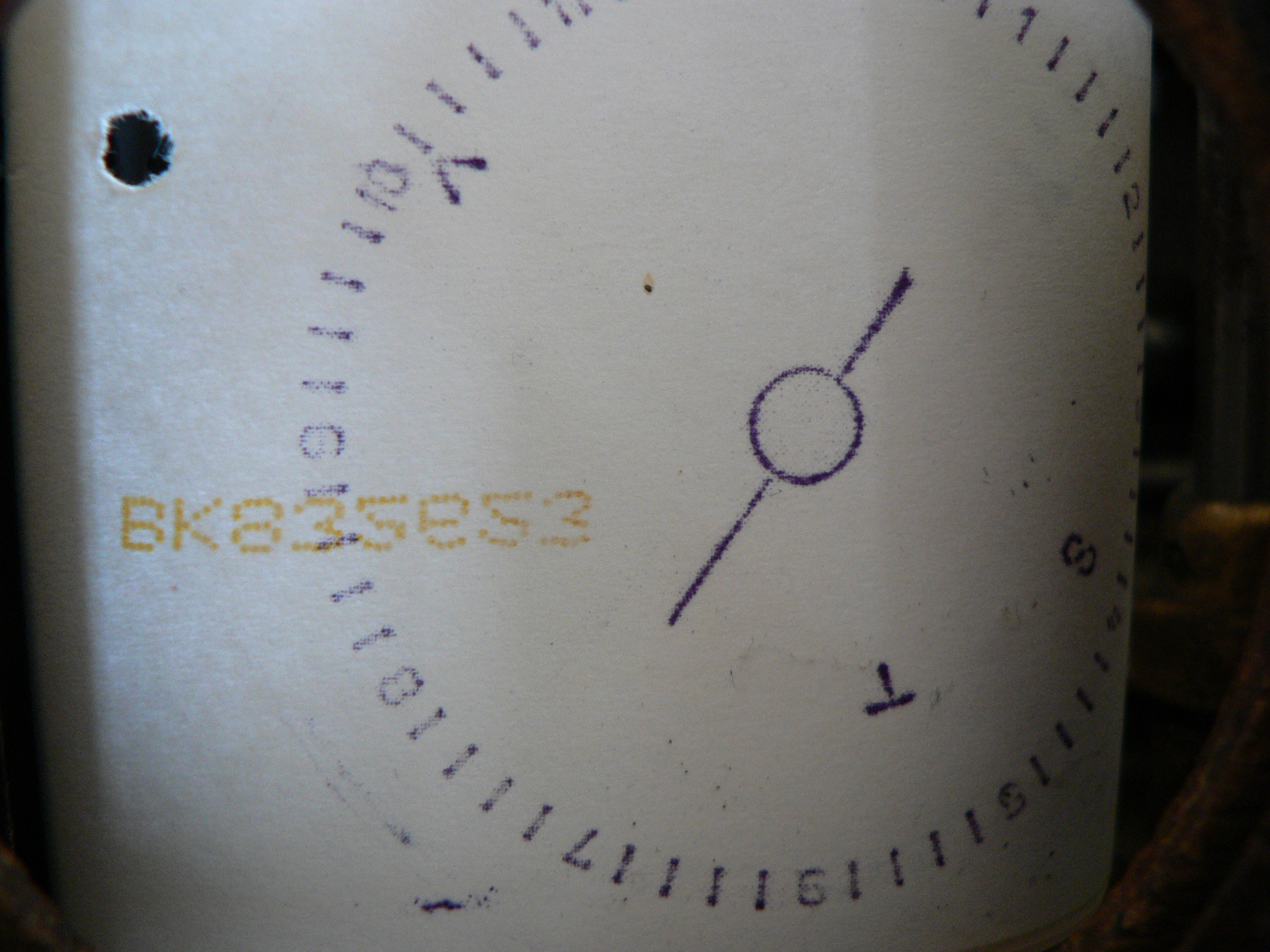
Duivenklok Benzing, tijdsafdruk met openingsgat.
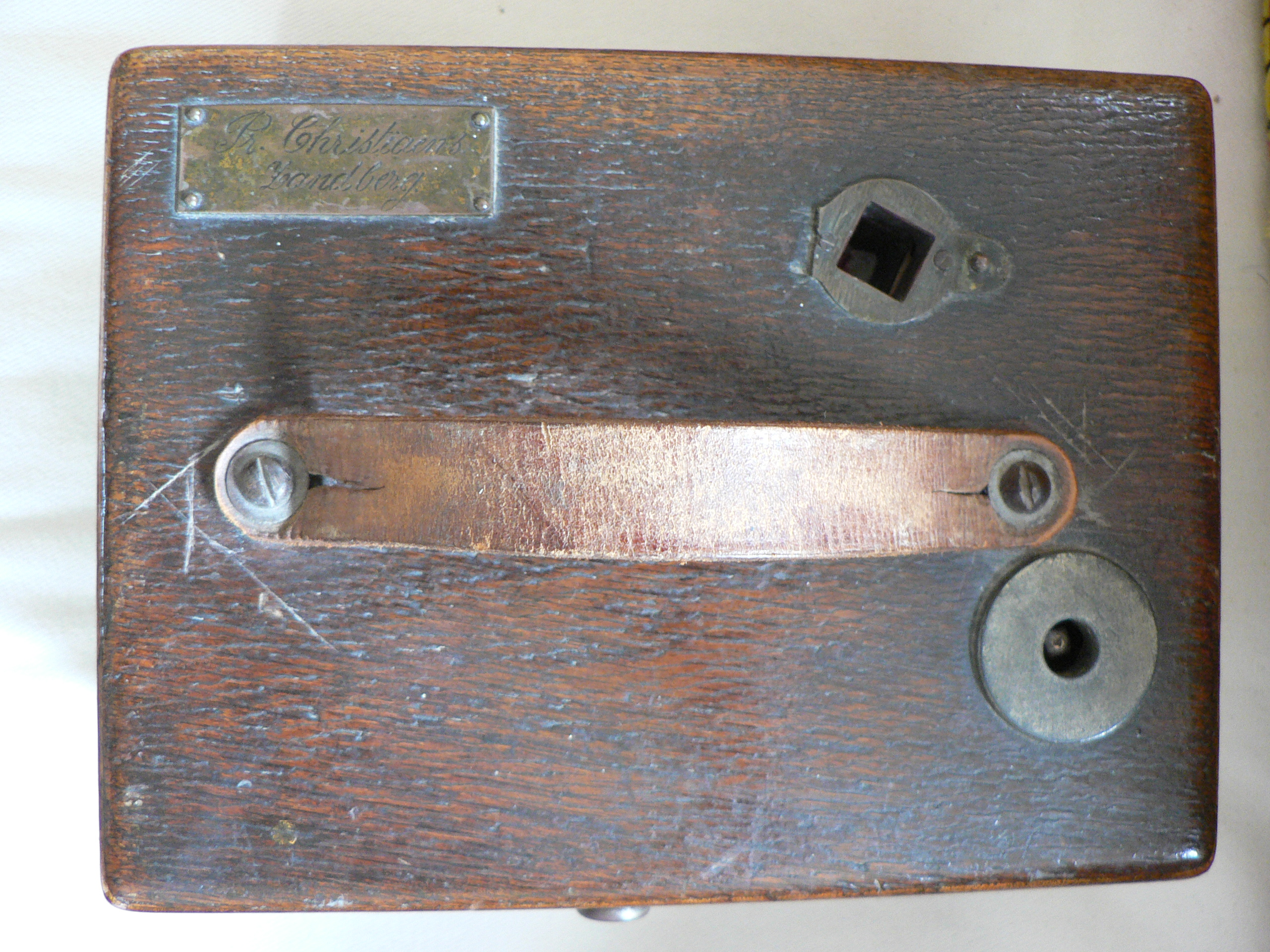
Duivenklok Benzing.
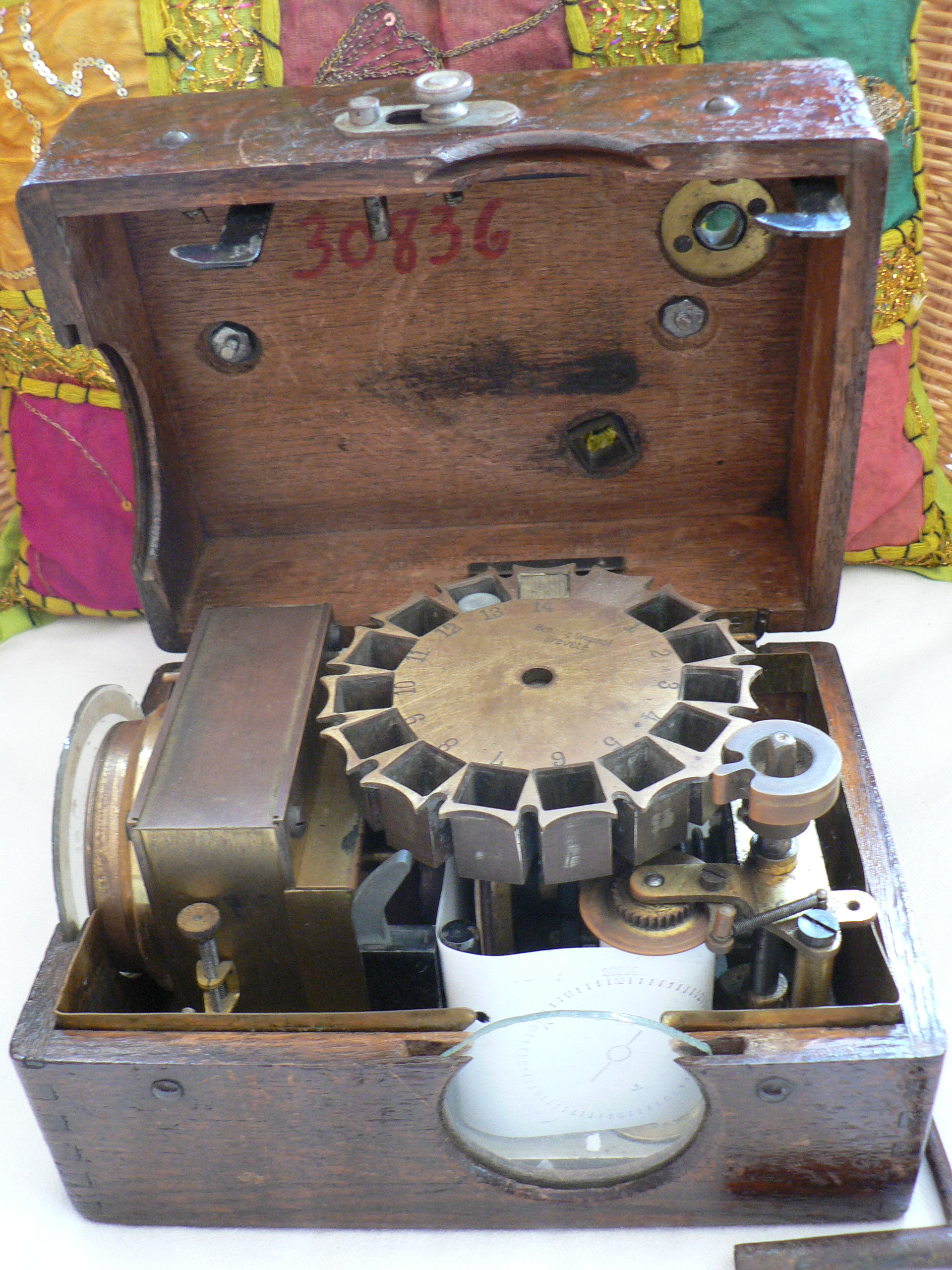
Duivenklok Benzing binnenin.
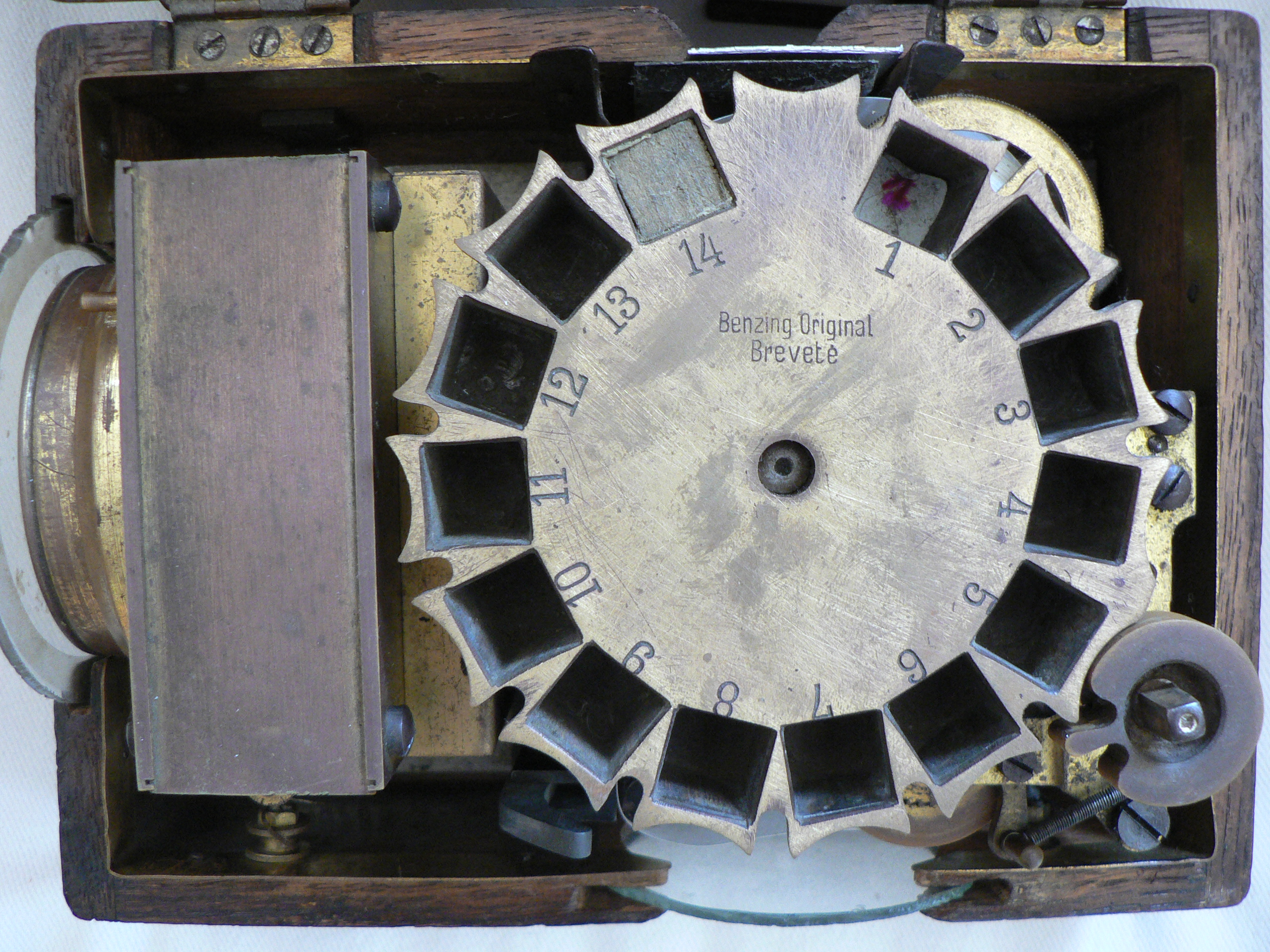
Duivenklok Benzing binnenin.
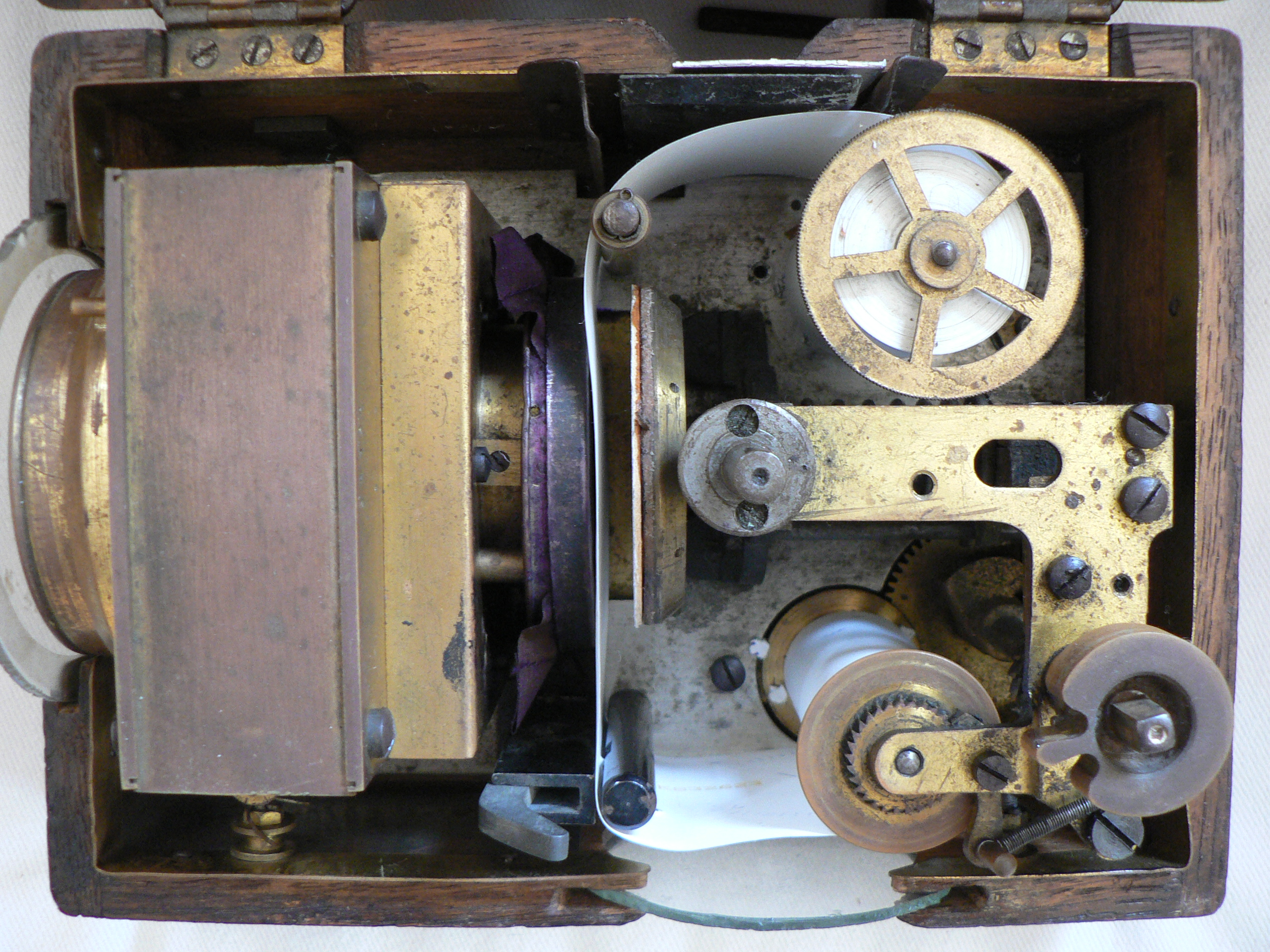
Duivenklok Benzing binnenin onder de molen.
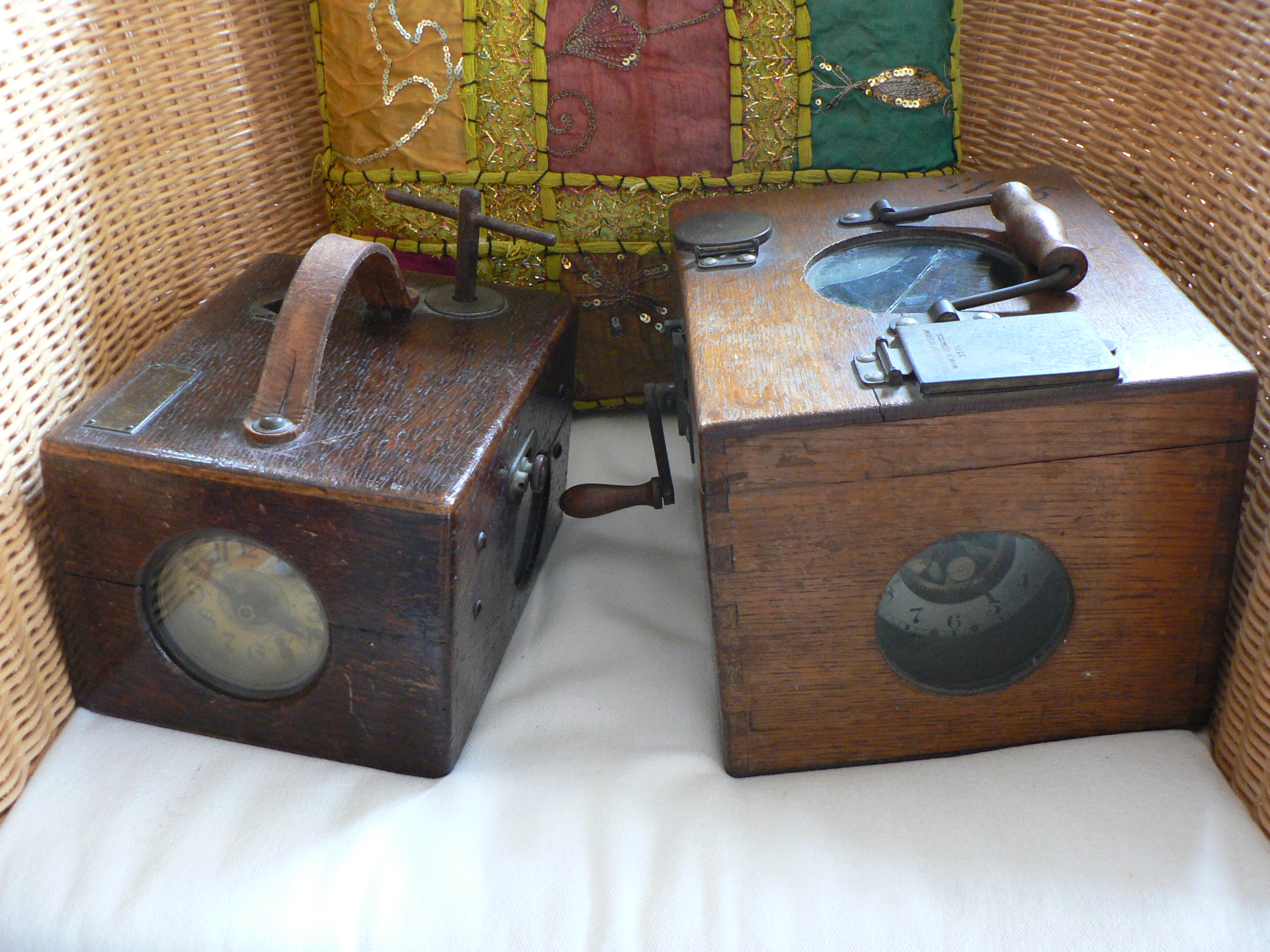
Duivenklok 'Benzing' en 'Defauw'.
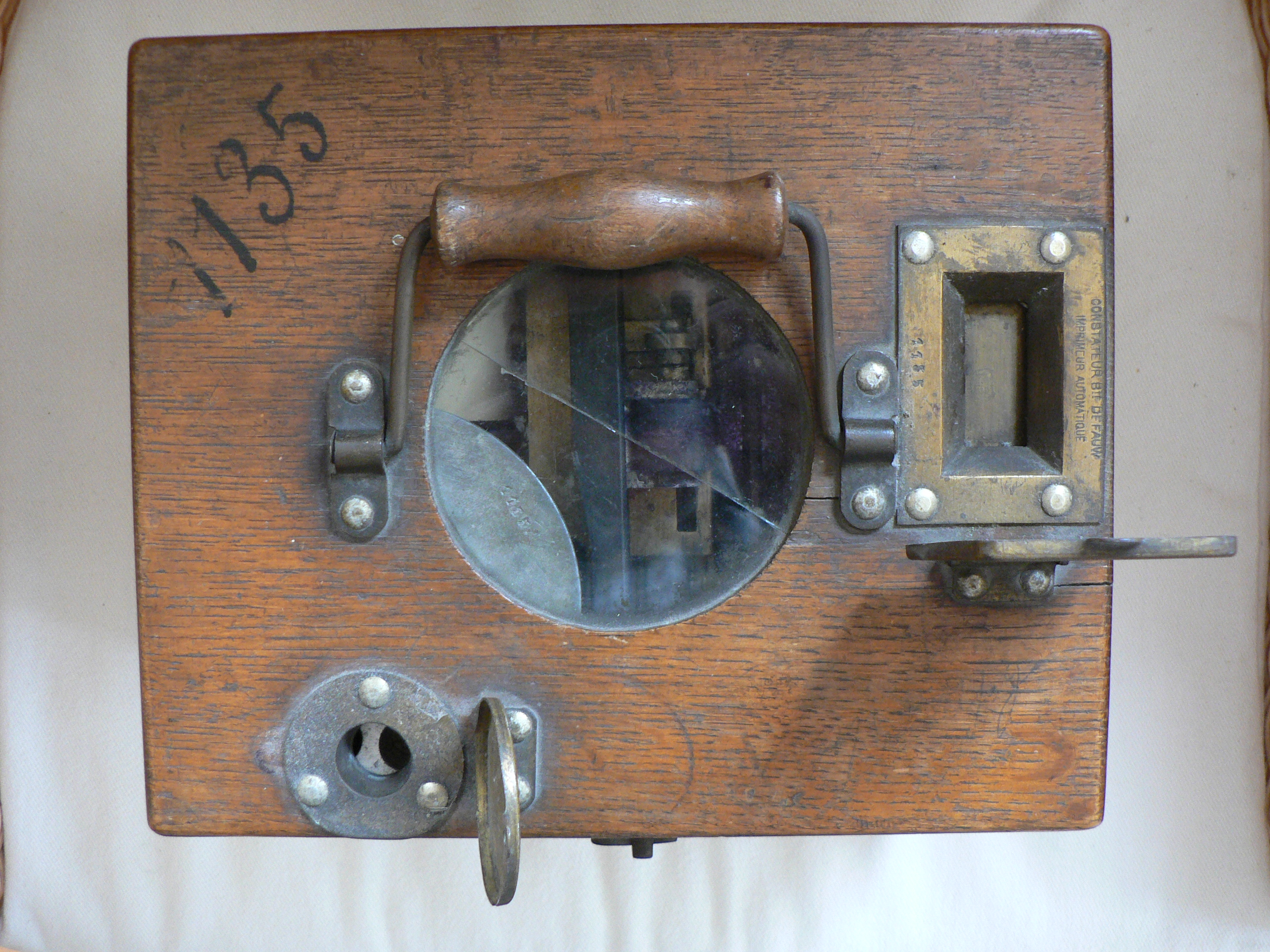
Duivenklok 'Defauw' van boven gezien.
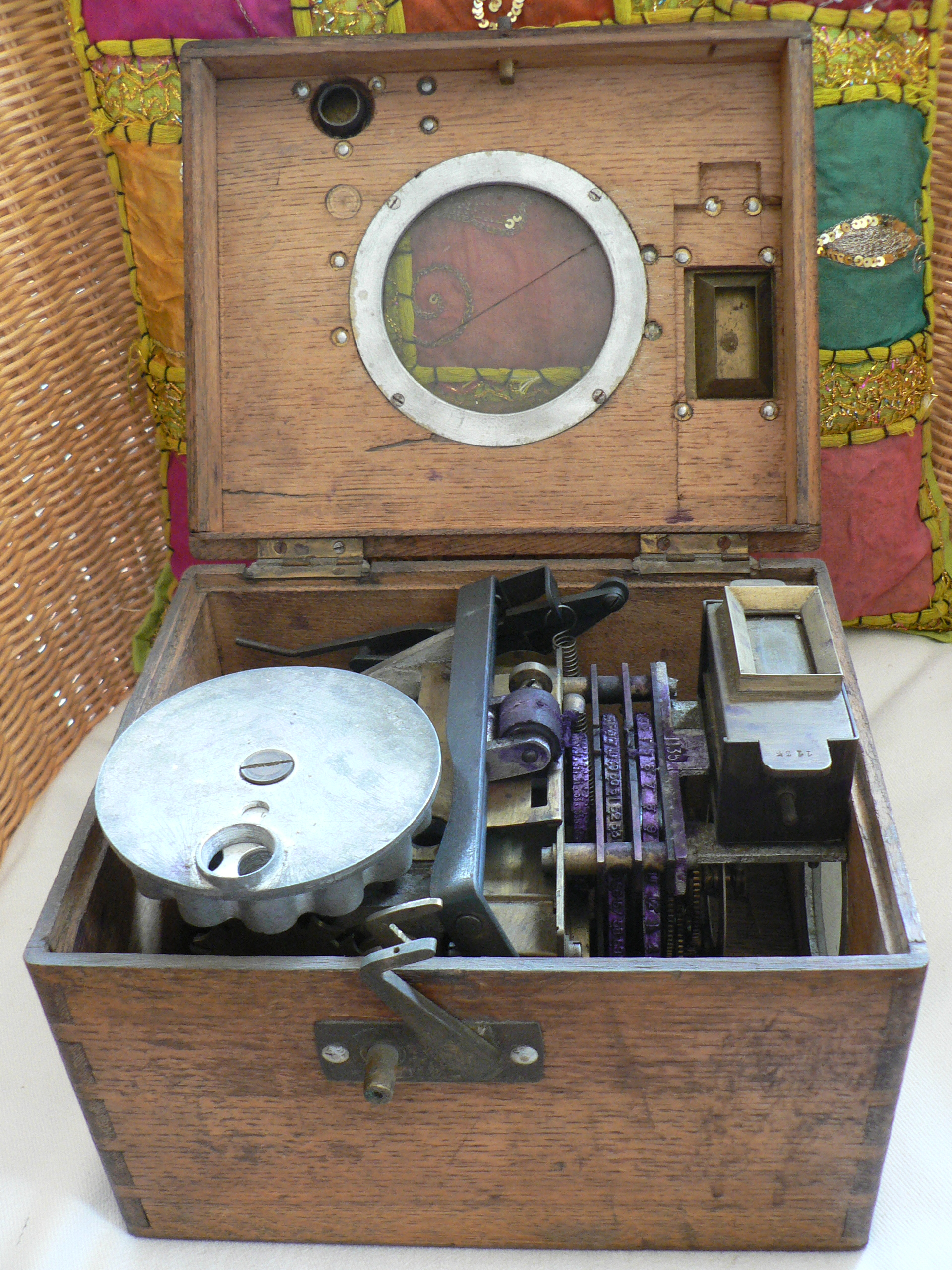
Duivenklok 'Defauw' binnenin.
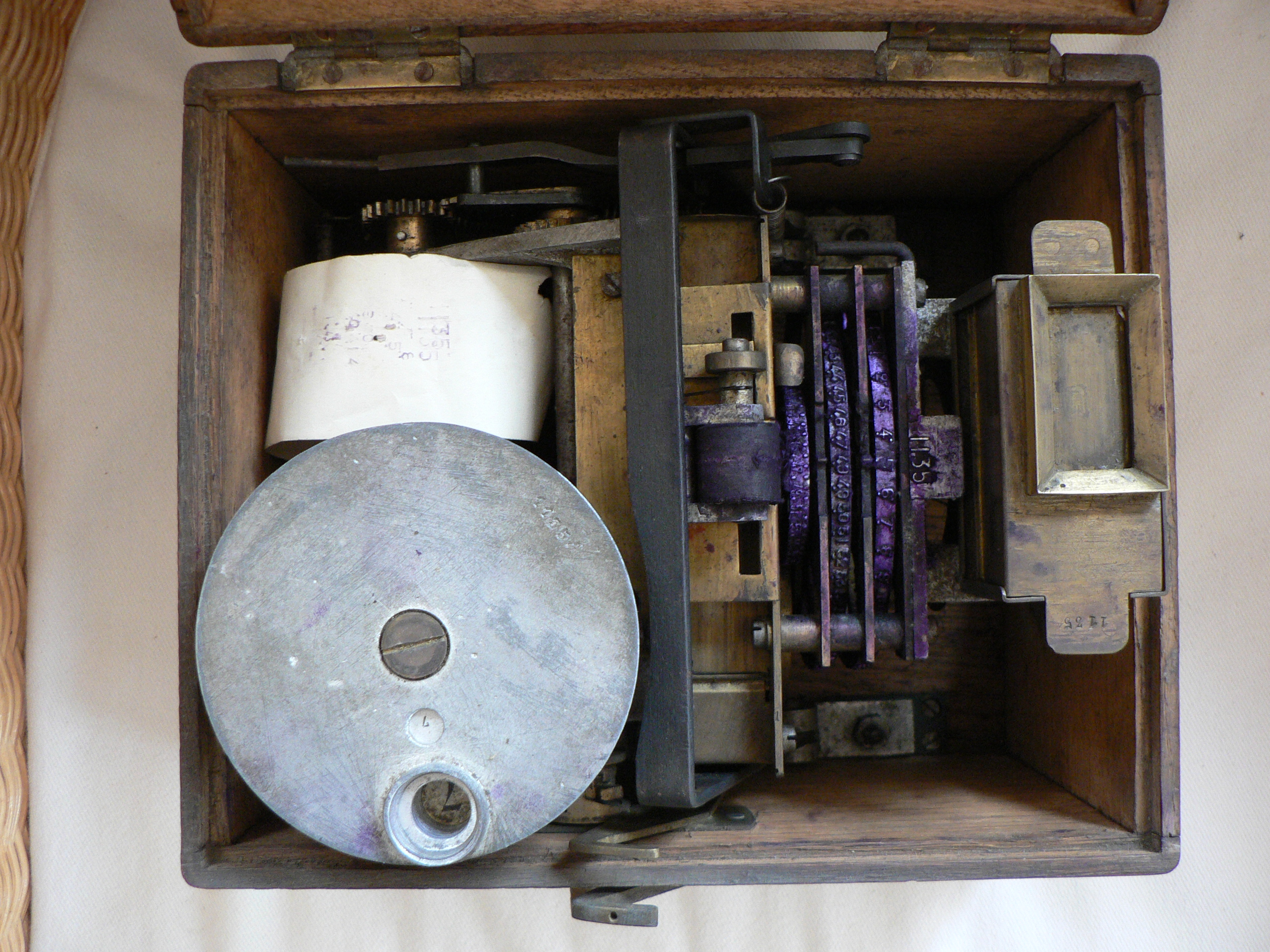
Duivenklok 'Defauw' binnenin van boven gezien.